# Paskaperänjärvi
Paskaperänjärvi är en sjö i Finland. Den ligger i Nådendals stad i landskapet Egentliga Finland, i den sydvästra delen av landet, 170 km väster om huvudstaden Helsingfors. Paskaperänjärvi ligger 6 meter över havet. Den ligger på ön Rimito. I omgivningarna runt Paskaperänjärvi växer i huvudsak barrskog. Arean är 12,3 hektar och strandlinjen är 3,15 kilometer lång. Sjön  ingår i Norra Skärgårdshavets avrinningsområde. 